# Italiaanse Communistische Partij
De Italiaanse Communistische Partij (Partito Comunista Italiano, kortweg PCI) werd in 1921 opgericht door de Italiaanse leninisten Amadeo Bordiga en Antonio Gramsci als Communistische Partij van Italië (Partito Comunista d'Italia, kortweg PCdI). Tijdens een socialistisch congres in Livorno besloten zij tot afscheiding van de Partito Socialista Italiano. De doelen van de PCI waren het bevechten van de burgerlijke maatschappij en de realisatie van de revolutie en de dictatuur van het proletariaat. De partij werd in 1926 verboden door de fascisten van Mussolini. Vervolgens gingen de kopstukken ervan in ballingschap in Rusland of Frankrijk. Gramsci eindigde in de gevangenis, waar hij zijn beroemde Quaderni del Carcere schreef. In 1930 werd de linkerstroming van de partij, aangevoerd door Bordiga, uit de partij gezet vanwege vermeend trotskisme.
De communisten waren goed vertegenwoordigd onder het verzet tegen het fascisme. In 1944 werd de partij in Italië heropgericht door Palmiro Togliatti. De PCI maakte tot en met mei 1947 deel uit van de kabinetten onder DC-premier Alcide de Gasperi. In het geschil met Joegoslavië in 1948, dat ertoe leidde dat dit land uit de Cominform stapte, koos de PCI ondubbelzinnig voor de opvattingen van de Sovjet-Unie. Ook bij de Hongaarse Opstand van 1956 was dat het geval, al sprak Togliatti toen wel over een Italiaanse weg naar het socialisme. Tijdens de Praagse Lente van 1968 steunde de PCI de Tsjecho-Slowaakse hervormers. Ondanks de groeiende problemen tussen Moskou en de PCI bleef de Sovjet-Unie nog tot de jaren tachtig de PCI financieren. Enrico Berlinguer, secretaris van de partij van 1972 tot 1984, nam steeds meer afstand van de Sovjet-Unie.
De PCI is jarenlang de grootste communistische partij in een democratisch land geweest, maar heeft na 1947 nooit meer deel uitgemaakt van de regering. Bij de parlementsverkiezingen in 1976 haalde de PCI zelfs 34,4% van de stemmen. Na de val van het IJzeren Gordijn viel de partij in 1991 echter uiteen. De sociaaldemocratisch gezinde hoofdstroming van de partij veranderde de naam in Partito Democratico della Sinistra, waarna de marxisten zich onder leiding van Armando Cossutta afscheidden onder de naam Partito della Rifondazione Comunista.
Bekende en vooraanstaande leden van de PCI waren de arts en schrijfster Laura Conti (1921-1993), de Siciliaanse schilder Renato Guttuso en de schrijfster Natalia Ginzburg (1916-1991).